# ドーバー・フォックスクロフト (メイン州)
ドーバー・フォックスクロフト（英: Dover-Foxcroft）は、アメリカ合衆国メイン州の町。ピスカタキス郡の郡庁所在地である。人口は4,213人（2010年）で、郡内最多である。

## 歴史
この町は元々ドーバーとフォックスクロフトという2つの町であり、ピスカタキス川を挟んで南岸がドーバー、北岸がフォックスクロフトだった。
ドーバーは、ボストンの商人チャールズ・ボーンとジョン・メリックがマサチューセッツ湾植民地から購入した土地であり、その両人ともイングランドから移民してきていた。初めて恒久的な入植があったのは、1803年にニューハンプシャー州テンプルからイーライ・タウンが移ってきたものであり、その後の1822年1月19日に法人化された。初期の主要産業は農業であり、ジャガイモ、トウモロコシや穀物を生産した。
フォックスクロフトは当初T5 R7 NWPと呼ばれており、1796年にマサチューセッツ州からボーディン大学に譲渡された5つの町の1つだった。1800年、ニューグロスターのジョセフ・E・フォックスクロフトが大学から購入し、1806年にジョン、エリエザー、セスのスポルディング兄弟が入植し、最初の水車小屋を建設した。1812年2月29日までスポルディングタウンと呼ばれていたが、この日にその領主の名前を採ってフォックスクロフト町として法人化された。
この地にはピスカタキス川が工場用の水力を供給した。1859年、ドーバーの人口が約2,500人のときに、工場としては製材所4か所、屋根材と下見板製造所、製粉所、革なめし場2か所、荷馬車製造所2か所、毛織物工場があった。
1859年、フォックスクロフトの人口が1,045人であるとき、製材所2か所、屋根板工場、梳毛工場、荷馬車製造所、椅子製造者、革なめし場、フォーク製造者、手桶製造者2か所、機械工場、窓枠・扉・ブラインドの製造工場があった。
1866年、ヒューズ & サン・ピアノ製造社が設立され、1921年位閉鎖されるまで操業した。1922年3月1日、2つの町が合併して1つになった。
アメリカン・ウールン社フォックスクロフト工場は、歴史地区にある工場であり、2012年12月にアメリカ合衆国国家歴史登録財に指定された。1841年から1944年の間に建設された建物がある。

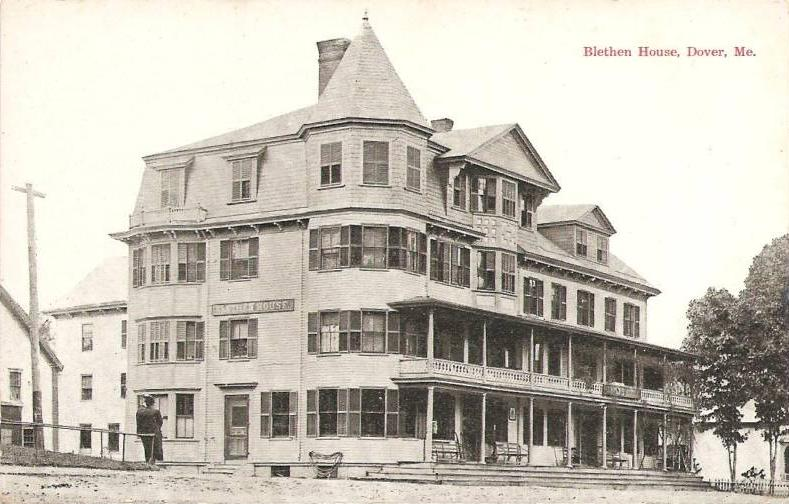
ブレセン邸、1910年頃
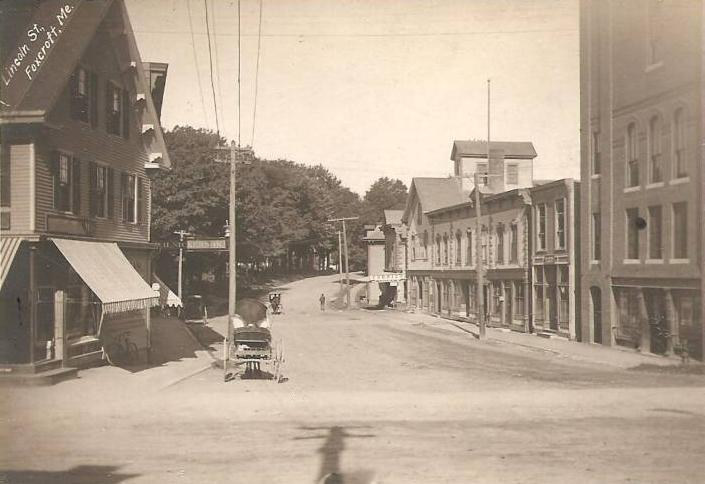
リンカーン通り、1905年頃
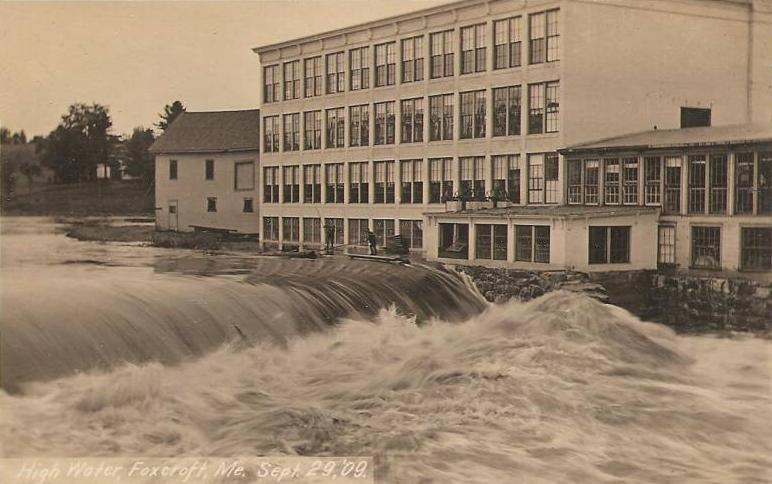
洪水、1909年

## 地理
アメリカ合衆国国勢調査局に拠れば、町域全面積は71.18平方マイル (184.36 km2)であり、このうち陸地67.81平方マイル (175.63 km2)、水域は3.37平方マイル (8.73 km2)で水域率は4.74%である。ドーバー・フォックスクロフトの町内をピスカタキス川が流れている。
町内をメイン州道6号線、同7号線、同15号線、同16号線、同153号線が通っており、郡内では商業の中心になっている。

### 気候
ドーバー・フォックスクロフトの気候は季節によって温度差が大きいのが特徴であり、夏は暖かいか暑くて湿度が高いことが多く、冬は寒くて時には厳しい寒さになる。ケッペンの気候区分に拠れば、湿潤大陸性気候、略号ではDfbにあたる。

## 人口動態

### 2010年国勢調査
以下は2010年の国勢調査による人口統計データである。
| 基礎データ - 人口: 4,213 人 - 世帯数: 1,773 世帯 - 家族数: 1,120 家族 - 人口密度: 24.0人/km2（62.1 人/mi2） - 住居数: 2,459 軒 - 住居密度: 14.0 軒/km2（36.3 軒/mi2） 人種別人口構成 - 白人: 95.1% - アフリカン・アメリカン: 0.2% - ネイティブ・アメリカン: 0.6% - アジア人: 2.3% - その他の人種: 0.3% - 混血: 1.5% - ヒスパニック・ラテン系: 1.4% | 年齢別人口構成 - 18歳未満: 21.5% - 18-24歳: 6.4% - 25-44歳: 22.1% - 45-64歳: 29.8% - 65歳以上: 20.2% - 年齢の中央値: 45歳 - 性比（女性100人あたり男性の人口） - 総人口: 92.7 世帯と家族（対世帯数） - 18歳未満の子供がいる: 26.5% - 結婚・同居している夫婦: 48.8% - 未婚・離婚・死別女性が世帯主: 10.0% - 非家族世帯: 36.8% - 単身世帯: 30.6% - 65歳以上の老人1人暮らし: 14.5% - 平均構成人数 - 世帯: 2.27人 - 家族: 2.79人 |

### 2000年国勢調査
以下は2000年の国勢調査による人口統計データである。
| 基礎データ - 人口: 4,211 人 - 世帯数: 1,658 世帯 - 家族数: 1,152 家族 - 人口密度: 23.8人/km2（61.7 人/mi2） - 住居数: 2,200 軒 - 住居密度: 12.4軒/km2（32.2 軒/mi2） 人種別人口構成 - 白人: 96.91% - アフリカン・アメリカン: 0.21% - ネイティブ・アメリカン: 0.52% - アジア人: 0.52% - 太平洋諸島系: 0.02% - その他の人種: 0.19% - 混血: 1.61% - ヒスパニック・ラテン系: 0.95% | 年齢別人口構成 - 18歳未満: 26.9% - 18-24歳: 5.8% - 25-44歳: 25.7% - 45-64歳: 25.7% - 65歳以上: 17.8% - 年齢の中央値: 41歳 - 性比（女性100人あたり男性の人口） - 総人口: 93.2 - 18歳以上: 90.6 世帯と家族（対世帯数） - 18歳未満の子供がいる: 32.4% - 結婚・同居している夫婦: 54.6% - 未婚・離婚・死別女性が世帯主: 10.3% - 非家族世帯: 30.5% - 単身世帯: 25.4% - 65歳以上の老人1人暮らし: 11.8% - 平均構成人数 - 世帯: 2.45人 - 家族: 2.91人 | 収入と家計 - 収入の中央値 - 世帯: 30,164米ドル - 家族: 36,287米ドル - 性別 - 男性: 30,000米ドル - 女性: 20,613米ドル - 人口1人あたり収入: 14,544米ドル - 貧困線以下 - 対人口: 15.8% - 対家族数: 13.6% - 18歳未満: 21.3% - 65歳以上: 8.8% |

## 教育
ドーバー・フォックスクロフトは地域教育単位第68に属している。
地域教育単位第68はこの町と周辺の幾つかの町に初等教育を提供しており、ドーバー・フォックスクロフト町内にはセドモチャ小学校（幼稚園前から4年生）と、セドモチャ中学校（5年生から8年生）がある。「セドモチャ」という名前はセベック、ドーバー・フォックスクロフト、モンソン、チャールストンの4つの町の頭文字を合成した言葉である。
フォックスクロフト・アカデミーは私立中等教育学校であり、地域教育単位第68の他に州内の他地域からも生徒を受け入れている。国際学科もあり、町内に寮が2つの、幾つかの寄宿舎がある。このアカデミーは信託委員会によって独立に管理され、州内でも古い方の私立学校である。

## 著名な出身者
- コリィ・ビューリュー、ヘビーメタルバンドのトリヴィアムのギター奏者